# Johannes Hager (Jurist)
Johannes Hager (* 9. Juli 1951 in München) ist ein deutscher Jurist und emeritierter Hochschullehrer an der Ludwig-Maximilians-Universität München.

## Leben
Hager studierte ab 1970 Volkswirtschaftslehre und Rechtswissenschaften. Sein rechtswissenschaftliches Studium beendete er 1975 mit dem Ablegen des Ersten Juristischen Staatsexamens. Sein Zweites Staatsexamen legte er 1978 ab. Anschließend widmete er sich seiner Promotion, die er 1981 bei Claus-Wilhelm Canaris an der Universität München abschloss. Sein Habilitationsverfahren schloss Hager 1988 ebenfalls bei Canaris in München ab, mit der er die venia legendi unter anderem für die Fächer Bürgerliches Recht und Zivilprozessrecht erhielt.
Ab 1989 war Hager als Professor an der Universität Eichstätt-Ingolstadt, 1992 wechselte er an die Humboldt-Universität zu Berlin. 2002 folgte er einem Ruf der Universität München auf den Lehrstuhl für Bürgerliches Recht und Medienrecht, den er bis zu seiner Entpflichtung 2017 innehatte.
Schüler von Johannes Hager sind Timo Fest und Christian Gomille.

## Veröffentlichungen (Auswahl)
- Gesetzes- und sittenkonforme Auslegung und Aufrechterhaltung von Rechtsgeschäften. C.H. Beck, München 1983, ISBN 978-3-406-08654-0 (Dissertation).
- Verkehrsschutz durch redlichen Erwerb. C.H. Beck, München 1990, ISBN 978-3-406-34119-9 (Habilitationsschrift).
- Die Stellung des Kindes nach heterologer Insemination. De Gruyter, Berlin, New York 1997, ISBN 978-3-11-089214-7.